# Mariano Puerta
Mariano Puerta (San Francisco, Córdoba, 19 de septiembre de 1978) es un exjugador de tenis argentino. El mayor éxito de su carrera fue ser finalista de Roland Garros 2005, perdiendo la final contra Rafael Nadal. Después de eso, fue sancionado durante 2 años y no volvió a jugar un torneo ATP.

## Biografía
Puerta se convirtió en profesional en 1995 y en 1998 terminó la temporada en el puesto número 39 del ranking mundial después de ganar el ATP de Palermo y llegar a la final en San Marino.
En 2000 tuvo el segundo mejor récord sobre polvo de ladrillo detrás del brasileño Gustavo Kuerten. Esto se debió a que ganó el ATP de Bogotá, y fue finalista en México, Santiago, Gstaad y Umag. Finalizó la temporada en la posición número 21 del ranking mundial.
A partir de 2001 bajó notablemente su nivel a causa de las lesiones, y a principios de 2004 fue sancionado con nueve meses de inactividad por dar positivo en un control antidopaje (clembuterol).

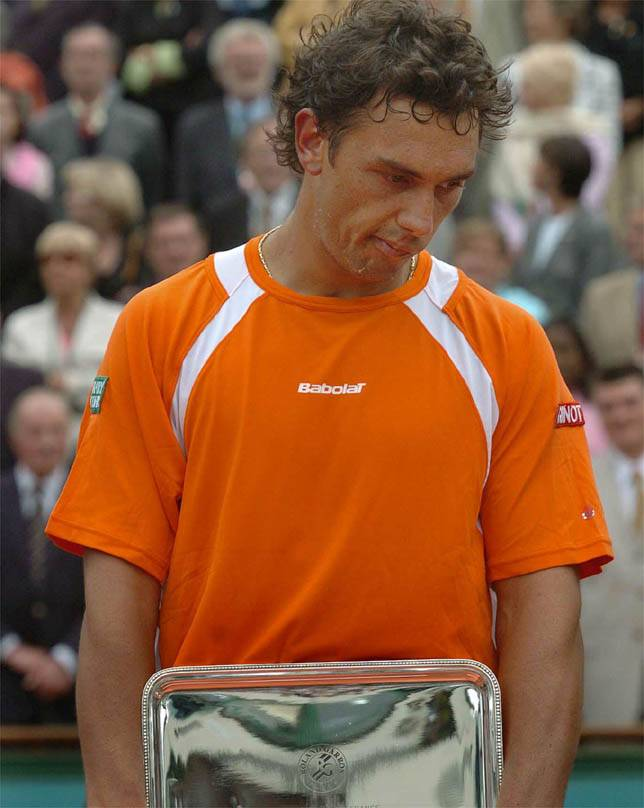
Puerta, como subcampeón de Roland Garros 2005.

En la temporada 2005 obtuvo sus mejores resultados en el circuito. Se transformó apenas en el quinto argentino en alcanzar la final de un torneo de grand slam y en el noveno argentino en ser Top Ten (ocupó la novena posición del ranking mundial). Además, jugó la Tennis Masters Cup, aunque perdió sus tres partidos. Sus mejores resultados fueron llegar a la final de Roland Garros, ganar el ATP de Casablanca, ser finalista en Buenos Aires, semifinalista en Acapulco y Vietnam, cuartofinalista en Montreal y octavofinalista en Montecarlo.
En octubre de 2005, el diario deportivo francés L'Équipe lo acusó de doparse en la final de Roland Garros con epinefrina; datos que en diciembre de ese año la ATP ratificaría, dictando como sentencia una suspensión por 8 años y la devolución del puntaje y monto ganados desde la fecha del control.
Puerta alegó que no ingirió nada para aumentar su rendimiento, sino que tomó agua contaminada con un medicamento que tomaba su esposa, durante la espera para entrar a disputar la final con Rafael Nadal. 
El 12 de julio de 2006, el Tribunal de Arbitraje Deportivo decidió bajar la sanción a 2 años, con lo cual Puerta quedó habilitado para volver a competir profesionalmente desde el 5 de junio de 2007. El tribunal de la ITF determinó que la ingesta de la sustancia se produjo sin intención, expresando además que la baja concentración de la sustancia no pudo tener influencia en su desempeño deportivo.
Desde su regreso, su mejor resultado fue ganar un challenger en Bogotá en 2008. No volvió a participar en torneos ATP y la mejor posición que llegó a ocupar en el ranking fue la número 149.

## Torneos de Grand Slam

### Individuales (1)

#### Finalista
| Año  | Campeonato    | Oponente en la final | Resultado en final    |
| 2005 | Roland Garros | Rafael Nadal         | 7-6(6), 3-6, 1-6, 5-7 |

## Torneos ATP (6; 3+3)

### Individuales (3)

#### Títulos
| Leyenda                |
| Grand Slam (0)         |
| Tennis Masters Cup (0) |
| ATP Masters Series (0) |
| ATP Tour (3)           |

| N.º | Fecha              | Torneo     | Superficie    | Oponente en la final | Resultado  |
| --- | ------------------ | ---------- | ------------- | -------------------- | ---------- |
| 1.  | 10 de mayo de 1998 | Palermo    | Tierra batida | Franco Squillari     | 6-3 6-2    |
| 2.  | 3 de junio de 2000 | Bogotá     | Tierra batida | Younes El Aynaoui    | 6-4 7-6(5) |
| 3.  | 4 de abril de 2005 | Casablanca | Tierra batida | Juan Mónaco          | 6-4 6-1    |

#### Finalista (7)
| Leyenda                |
| Grand Slam (1)         |
| Tennis Masters Cup (0) |
| ATP Masters Series (0) |
| ATP Tour (6)           |

| N.º | Fecha                 | Torneo        | Superficie    | Oponente en la final | Resultado          |
| --- | --------------------- | ------------- | ------------- | -------------------- | ------------------ |
| 1.  | 10 de agosto de 1998  | San Marino    | Tierra batida | Dominik Hrbatý       | 2-6 5-7            |
| 2.  | 21 de febrero de 2000 | México        | Tierra batida | Juan Ignacio Chela   | 4-6 6-7(4)         |
| 3.  | 28 de febrero de 2000 | Santiago      | Tierra batida | Gustavo Kuerten      | 6-7(3) 3-6         |
| 4.  | 10 de julio de 2000   | Gstaad        | Tierra batida | Àlex Corretja        | 1-6 3-6            |
| 5.  | 17 de julio de 2000   | Umag          | Tierra batida | Marcelo Ríos         | 6-7(1) 6-4 3-6     |
| 6.  | 7 de febrero de 2005  | Buenos Aires  | Tierra batida | Gastón Gaudio        | 4-6 4-6            |
| 7.  | 23 de mayo de 2005    | Roland Garros | Tierra batida | Rafael Nadal         | 7-6(6) 3-6 1-6 5-7 |

#### Clasificación en torneos del Grand Slam
| Torneo                    | 2005 | 2004 | 2003 | 2002 | 2001 | 2000 | 1999 | 1998 | Títulos |
| ------------------------- | ---- | ---- | ---- | ---- | ---- | ---- | ---- | ---- | ------- |
| Abierto de Australia      | -    | -    | 1R   | -    | -    | 1R   | 2R   | -    | 0       |
| Roland Garros             | F    | -    | 2R   | 2R   | 2R   | 3R   | 2R   | -    | 0       |
| Wimbledon                 | 1R   | -    | 1R   | -    | 1R   | -    | -    | 1R   | 0       |
| Abierto de Estados Unidos | 2R   | -    | 1R   | -    | -    | 1R   | 2R   | 1R   | 0       |
| Tennis Masters Cup        | RR   | -    | -    | -    | -    | -    | -    | -    | 0       |

### Dobles (3)

#### Títulos
| Leyenda                |
| Grand Slam (0)         |
| Tennis Masters Cup (0) |
| ATP Masters Series (0) |
| ATP Tour (3)           |

| N.º | Fecha                  | Torneo | Superficie    | Pareja                 | Oponentes en la final             | Resultado   |
| --- | ---------------------- | ------ | ------------- | ---------------------- | --------------------------------- | ----------- |
| 1.  | 2 de noviembre de 1998 | Bogotá | Tierra batida | Diego del Río          | Gabor Koves Eric Taino            | 6-7 6-3 6-2 |
| 2.  | 26 de abril de 1999    | Múnich | Tierra batida | Daniel Orsanic         | Massimo Bertolini Cristian Brandi | 7-6 3-6 7-6 |
| 3.  | 26 de julio de 1999    | Umag   | Tierra batida | Javier Sánchez Vicario | Massimo Bertolini Cristian Brandi | 3-6 6-2 6-3 |

## Torneos challenger (9)

### Individuales (9)

#### Títulos
| N.º | Fecha                    | Torneo                  | Superficie    | Oponente en la final | Resultado      |
| --- | ------------------------ | ----------------------- | ------------- | -------------------- | -------------- |
| 1.  | 14 de julio de 1997      | Quito                   | Tierra batida | Ramón Delgado        | 6-1 7-5        |
| 2.  | 1 de julio de 2002       | Mantua                  | Tierra batida | Potito Starace       | 6-3 1-0 ret.   |
| 3.  | 26 de agosto de 2002     | Brindisi                | Tierra batida | Leonardo Azzaro      | 6-3 7-6(2)     |
| 4.  | 28 de abril de 2003      | Aix-en-Provence         | Tierra batida | Rafael Nadal         | 3-6 7-6(4) 6-4 |
| 5.  | 16 de agosto de 2004     | Samarcanda              | Tierra batida | Pavel Snobel         | 6-1 6-2        |
| 6.  | 13 de septiembre de 2004 | Teherán                 | Tierra batida | Melle van Gemerden   | 6-3 6-4        |
| 7.  | 15 de noviembre de 2004  | Santa Cruz de la Sierra | Tierra batida | Franco Ferreiro      | 6-7(5) 6-4 6-3 |
| 8.  | 6 de diciembre de 2004   | Guadalajara             | Tierra batida | Nicolás Lapentti     | 6-0 6-2        |
| 9.  | 13 de julio de 2008      | Bogotá                  | Tierra batida | Ricardo Hocevar      | 7-6(4) 7-5     |

#### Finalista (8)
| N.º | Fecha                   | Torneo          | Superficie    | Oponente en la final | Resultado   |
| --- | ----------------------- | --------------- | ------------- | -------------------- | ----------- |
| 1.  | 20 de abril de 1998     | Espinho         | Tierra batida | Guillermo Cañas      | 1-6 6-2 2-6 |
| 2.  | 15 de junio de 1998     | Zagreb          | Tierra batida | Jiří Novák           | 5-7 1-6     |
| 3.  | 24 de junio de 2002     | Sassuolo        | Tierra batida | David Ferrer         | 4-6 1-6     |
| 4.  | 2 de junio de 2003      | Prostějov       | Tierra batida | Radek Štěpánek       | 5-7 3-6     |
| 5.  | 22 de noviembre de 2004 | Bogotá          | Tierra batida | Ramón Delgado        | 4-6 5-7     |
| 6.  | 17 de enero de 2005     | La Serena       | Tierra batida | Edgardo Massa        | 4-6 6-7(3)  |
| 7.  | 13 de agosto de 2007    | Cordenons       | Tierra batida | Máximo González      | 6-2 5-7 5-7 |
| 8.  | 17 de marzo de 2008     | San Luis Potosí | Tierra batida | Brian Dabul          | W/O         |